# Vestiário (título)
Vestiário (em grego: βεστιάριον; romaniz.: vestiárion; em latim: vestiarium; romaniz.: "guarda-roupa"), às vezes com os adjetivos "imperial" (basilikon) ou "grande" (mega), foi um dos principais departamentos fiscais da burocracia bizantina. Originado do título romano tardio vestiário sagrado (sacrum vestiarium), tornou-se um departamento independente no século VII sob um cartulário. Ao final do período bizantino, era o único tesoureiro do Estado. O vestiário público não deve ser confundido com o roupeiro privado dos imperadores bizantinos, o vestiário da casa (oikeiakon vestiarion), que era chefiado pelo protovestiário.
O ofício de vestiário sagrado é atestado pela primeira vez como um dos escrínios (scrinia) sob o conde das sagradas liberalidades no século V, e era então chefiado por um primicério. No século VII, devido a divisão dos antigos departamentos romanos, o vestiário sagrado e seus auxiliares ("escritório da prata (scrinium argenti) e "escritório do milarênsibo" (scrinium a milarensibus), que supervisionavam a cunhagem de moedas, foram combinados para formar o departamento do vestiário, sob o cartulário do vestiário (em grego: χαρτουλάριος τοῦ βεστιαρίου; romaniz.: chartoularios tou vestiariou). O vestiário funcionou paralelamente aos outros departamentos fiscais do Estado o sacélio e os vários logotésios, e era responsável pela cunhagem de moedas e barras de ouro, bem como a manutenção dos arsenais imperiais em Constantinopla e o provisionamento da frota imperial e do exército. Com efeito, o vestiário funcionou paralelamente ao sacélio (sakellion); os salários por instância eram pagos, uma meia por cada departamento. No século XII, o vestiário tornou-se o único tesoureiro do Estado, e era comumente referido simplesmente como o temeio (temeion; "tesouro"). Como tal, ele sobreviveu ao período paleólogo, quando seu presidente (prokathēmenos) estava encarregado do comando das "receitas e despesas".

## Organização
A informação sobre a estrutura interna do departamento durante o período bizantino médio (séculos VII-XI) vem principalmente do Cletorológio de Filoteu, uma lista de ofícios compilada em 899. Sob o chefe do departamento, o cartulário do vestiário, implica:
- Alguns notários imperiais do secreto (em grego: βασιλικοί νοτάριοι τοῦ σεκρέτου; romaniz.: basilikoi notarioi tou sekreton), os notários imperiais chefes dos sub-departamentos, correspondentes aos primiscrínios (primiscrinii) do período romano tardio.[1][5]
- Um centurião do vestiário (em grego: κένταρχος τοῦ βεστιαρίου; romaniz.: kentarchos tou vestiarion) e um legatário (em grego: λεγατάριος; romaniz.: legatarios), ambos de função desconhecida.[6]
- Um arconte da marca (em grego: ἄρχων τῆς χαραγῆς; romaniz.: archon tēs charagēs; lit. "mestre da casa da moeda").[6] O mesmo oficial é provavelmente identificado com o crisoepseta (chrysoepsētēs) atestado em outras partes por Filoteu e anteriormente no Taktikon Uspensky.[7]
- O cartulário responsável pelo exártese (exartēsis), o arsenal naval imperial. Também conhecido como exartista (em grego: ἐξαρτιστῆς).[8]
- Alguns curadores (kouratores; "conservadores").[9]
- Alguns chosvestas (em grego: χοσβαῆται; romaniz.: chosvaētai), de funções desconhecidas. Estes estranhos títulos podem ser um corrupção de Vestiaritas ("homens do vestiário").[9]
- Alguns mandadores (em grego: μανδάτορες; romaniz.: "mensageiros"), sob um protomandador.[9]